# پدرو دلاچا
پدرو دلاچا (اسپانیایی: Pedro Dellacha‎؛ ۹ ژوئیهٔ ۱۹۲۶ – ۳۱ ژوئیهٔ ۲۰۱۰) بازیکن فوتبال اهل آرژانتین بود.

## باشگاهی
از باشگاه‌هایی که در آن بازی کرده‌است می‌توان به باشگاه فوتبال راسینگ کلوب آویاندا اشاره کرد.

## تیم ملی
وی همچنین در تیم ملی فوتبال آرژانتین بازی کرده‌است.